# البارئ (أسماء الله الحسنى)
البارئ في الإسلام هو أحد أسماء الله الحسنى، ومعناه: واهب الحياة للأحياء، والسالم الخالي من أي عيب، وبرأ الله الخلق: خلقهم، وأوجدهم من العدم.

## المعنى اللغوي
يعود أصل كلمة «البارئ» إلى الفعل برأ، تقول العرب: برأَ الله تعالى عباده يبرؤهم بُرءاً، بمعنى: خلقهم، والبارئ اسم فاعل بمعنى: الخالق؛ ومن قبيل هذا الاستخدام اللغوي قول علي بن أبي طالب  عندما كان يحلف: «لا، والذي فلق الحبة وبرأ النَّسَمَة»، وكذلك قول الشاعر:
ويقال: بريت العودَ أو القلم أبريه برياً، والمعنى: نحتّه وحددّته، ويُسمّى الذي يسقط منه إذا بُري: البرُاية. وقيل في الأشعار:
ويذكر علماء اللغة أن الباء والراء والهمزة لهما معنيان أصيلان، الأوّل: الخلق، فالله سبحانه وتعالى برأ الخلق يبرؤهم بُرءاً، وهو البارئ، وقد وصفه بذلك نبيّ الله موسى عليه السلام في قوله: فَتُوبُوا إِلَى بَارِئِكُمْسورة البقرة:54، وجاء في سورة الحديد قوله تعالى: مَا أَصَابَ مِن مُّصِيبَةٍ فِي الْأَرْضِ وَلَا فِي أَنفُسِكُمْ إِلَّا فِي كِتَابٍ مِّن قَبْلِ أَن نَّبْرَأَهَا  سورة الحديد:22، وتأويلها: من قبل أن نبرأ الأنفس ونخلقها، كما ذكر ذلك أهل التفسير.
والبريّة هم الخلائق، ومنه قوله تعالى: أُولَٰئِكَ هُمْ شَرُّ الْبَرِيَّةِ  سورة البينة:6، بمعنى: شرّ الخليقة، وقال أبو إسحاق: «البرء خلق على صفة، فكل مبروء مخلوق، وليس كل مخلوق مبروءا، وذلك لأن البرء من تبرئة الشيء من الشيء من قولهم: برأت من المرض وبرئت من الدَّيْن أبرأ منه، فبعض الخلق إذا فصل من بعض سمي فاعلة بارئا»
وأما المعنى الآخر: التباعد من الشيء ومزايلته -مأخوذٌ من الزوال-، ومن استخدامات هذا المعنى وصف زوال المرضِ من المريض بأنّه برءَ منه، فيقال: برئت من المرض، وبرأت، أبرأُ بُرءاً.
وفي كتب السنة أن علي بن أبي طالب ، عندما خرج من عند رسول الله ﷺ في وجعه الذي توفي فيه، سأله الناس: يا أبا الحسن، كيف أصبح رسول الله ﷺ؟، فقال: أصبح بحمد الله بارئاً، رواه البخاري، أي معافاً من مرضه الذي كان يشكو منه.
والبراءة تحمل معنى المفاصلة والمباعدة، وعلى ضوء ذلك نفهم قوله تعالى: إِنَّنِي بَرَاءٌ مِمَّا تَعْبُدُونَ * إِلا الَّذِي فَطَرَنِيسورة الزخرف، الآية 26 و27، وقوله تعالى: بَرَاءَةٌ مِنَ اللَّهِ وَرَسُولِهِسورة التوبة:1، وكذلك نفهم وصف العرب لأول ليلةٍ من الشهر القمري بأنها: ليلة البراء؛ لمزايلة القمر عن السماء تلك الليلة واختفائه.
ومن أمثلة هذا الاستخدام ما رواه مسلم في صحيحه، أن رسول الله ﷺ يتنفس في الشراب ثلاثاً، ويقول: «إِنَّهُ أَرْوَى ، وَأَبْرَأُ ، وَأَمْرَأُ» والمعنى مأخوذٌ من المزايلة والمباعدة، فيكون مقصود اللفظة النبويّة: أن الشرب بهذه الكيفيّة أكثر إرواءً للنفس وإبعاداً للعطش.
وأما الاستبراء، وهو المصطلح الذي يذكره الفقهاء كثيراً في أبواب الطهارة، فالمقصود به أن يستفرغ المكلّف بقيّة البول، وينقّي موضعه ومجراه حتى يبريهما منه، أي يبينه عنهما، ويحقّق بذلك الطهارة الكاملة.

## المعنى الاصطلاحي
من خلال المعاني اللغويّة السابقة يمكن فهم معنى اسم الله «البارئ» بأنّه الموجد والمبدع والخالق سبحانه وتعالى، وذلك بالعودة إلى أن معنى برأ بمعنى خلق، وأن من معاني هذا الاسم العظيم: فصل الخلائق بعضهم عن بعض والتمييز فيما بينها، أخذاً من معنى المزايلة والمباعدة.
يقول الشيخ السعدي: «البارئ، الذي خلق جميع الموجودات وبرأها، وسواها بحكمته، وصورها بحمده وحكمته، وهو لم يزل ولا يزال على هذا الوصف العظيم». 
ويبقى معنى ثالث ذكره بعض العلماء، وهو أن «البارئ هو الذي خلق الخلق بريئاً من التفاوت، والنقص، والعيب والخلل، وهو الذي خلق الخلق متميزاً بعضه عن بعض»، قال سبحانه وتعالى:  مَا تَرَى فِي خَلْقِ الرَّحْمَنِ مِنْ تَفَاوُتٍسورة الملك:3.

## أدلة هذا الاسم من النصوص الشرعيّة

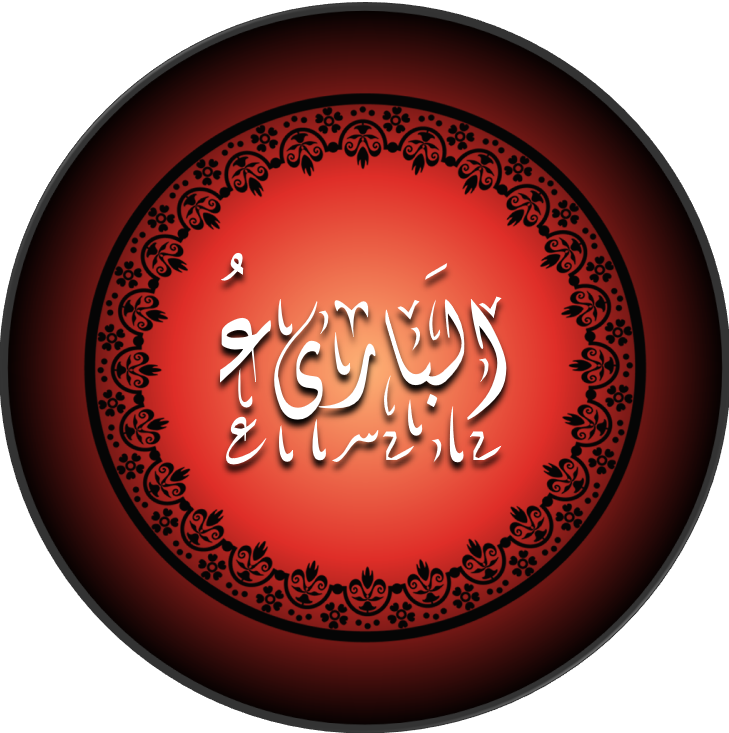
اسم الله البارئ مكتوب بخط مزخرف

ورد اسم الله البارئ في القرآن مطلقًا معرفًا في قوله تعالى: ﴿هُوَ اللَّهُ الْخَالِقُ الْبَارِئُ الْمُصَوِّرُ لَهُ الْأَسْمَاءُ الْحُسْنَى يُسَبِّحُ لَهُ مَا فِي السَّمَاوَاتِ وَالْأَرْضِ وَهُوَ الْعَزِيزُ الْحَكِيمُ ۝٢٤﴾سورة الحشر:24.
وورد مرّتين متتاليتين وصفًا مقيدًا، في قوله تعالى عن موسى : ﴿وَإِذْ قَالَ مُوسَى لِقَوْمِهِ يَا قَوْمِ إِنَّكُمْ ظَلَمْتُمْ أَنْفُسَكُمْ بِاتِّخَاذِكُمُ الْعِجْلَ فَتُوبُوا إِلَى بَارِئِكُمْ فَاقْتُلُوا أَنْفُسَكُمْ ذَلِكُمْ خَيْرٌ لَكُمْ عِنْدَ بَارِئِكُمْ فَتَابَ عَلَيْكُمْ إِنَّهُ هُوَ التَّوَّابُ الرَّحِيمُ ۝٥٤﴾سورة البقرة:54.
والاسم لم يرد في السنة إلا في سرد الأسماء عند الترمذي وابن ماجة، ولكن رأى بعض أهل العلم أن الزيادة الواردة في سرد الأسماء لا تصح، ومنهم ابن تيمية: حيث قال« إن التسعة والتسعين اسمًا لم يرد في تعيينها حديث صحيح عن النبي ﷺ، وأشهر ما عند الناس فيها حديث الترمذي الذي رواه الوليد بن مسلم عن شعيب عن أبي حمزة، وحفاظ أهل الحديث يقولون: هذه الزيادة مما جمعه الوليد بن مسلم عن شيوخه من أهل الحديث»
وقال الترمذي عقب روايته للحديث: «هذا حديث غريب حدثنا به غيرُ واحدٍ عن صفوان بن صالح، ولا نعرفه إلا من حديث صفوان بن صالح، وهو ثقةٌ عند أهل الحديث، وقد روي هذا الحديث من غير وجهٍ عن أبي هريرة عن النبي صلى الله عليه وسلم، ولا نعلمُ في كثيرِ شيءٍ من الروايات له إسنادٌ صحيح ذَكَرَ الأسماءَ إلا في هذا الحديث، وقد روى» آدم بن أبي إياس" هذا الحديث بإسنادٍ غير هذا عن أبي هريرة  عن النبي ﷺ -وذكر فيه الأسماء - وليس له إسنادٌ صحيحٌ." ، وقد ضعَّف الحديث كذلك الحافظ ابن حجر،ونقل تضعيفه عن ابنِ حزمٍ والبيهقى